# مایکل مایر
مایکل مایر (لاتین:Michael Maierus، آلمانی:Michael Maier) پزشک آلمانی و مشاور رودلف دوم بود. او همچنین کیمیاگر، تقریظگر، آهنگساز و فیلسوف علم غیب بود.